# Elizabeth Hoy
Elizabeth Hoy foi o principal pseudônimo de Alice Nina Conarain, escritora de romances e jornalista nascida na Irlanda. Hoy escreveu vários romances sobre enfermeiras e médicos, numa época em que o tema alcançava grande popularidade, e devido à formação em enfermagem, proporcionava maior autenticidade aos seus romances. Escrevia, também, sob o pseudônimo Nina Bowyer.

## Biografia
Alice Nina Conarain Hoysradt nasceu na Irlanda, começou escrevendo ficção, sob o pseudônimo de Elizabeth Hoy, e na década de 1930 passou a escrever romances. Ela escreveu vários títulos para Mills & Boon antes de se tornarem Harlequin. A Mills & Boon é uma editora britânica de romances. Foi fundada em 1908 e era independente até sua compra, em 1971, pelas empresas Harlequin, com quem a empresa tinha tido uma parceria informal. Hoy visitou a Austrália, usando-a como uma configuração de livro. Seus livros são ambientados na Austrália, Inglaterra, Irlanda e África.
Hoy publicou 32 romances para a Harlequin Romances, além de trabalhar e publicar em um jornal de Londres.

## Obras
Fonte: New General Catalog of Old Books and Authors
- Ask Only Love, 1943
- Background To Hyacinthe, 1949
- Be More Than Dreams - March, 1969, Harlequin Romance #1286
- Because Of Doctor Danville – 1956, Harlequin Romance #433
- Blue Jacaranda, The - August, 1975, Harlequin Romance #1901
- City Of Dreams – 1959, Harlequin Romance #542
- Come Back, My Dream, 1942, Harlequin Romance # 433
- Crown for a Lady, 1937
- Dark Horse, Dark Rider - Agosto, 1960, Harlequin Romance #1132
- Dear Fugitive – 1960, Harlequin Romance #573
- Dear Stranger, 1946
- Do Something Dangerous – 1958, Harlequin Romance #501
- Doctor Garth / You Took My Heart – 1959, Harlequin Romance #497
- Enchanted Wilderness, 1940
- Faithless One, The - Abril, 1967, Harlequin Romance #1104
- Fanfare For LoverS, 1953
- Flowering Desert - Julho, 1966, Harlequin Romance #1031
- Girl In The Green Valley, The - Abril, 1974, Harlequin Romance #1769
- Give Me New Wings, 1944
- Heart, Have You No Wisdom?, 1962
- Hearts At Random, 1942
- Heart's Haven, 1945
- Heart, Take Care!, 1940
- Her Wild Voice Singing, 1963
- Homeward The Heart - Junho, 1965, Harlequin Romance #925
- Honeymoon Holiday - Agosto, 1968, Harlequin Romance #1226
- If Love Were Wise, 1954, Harlequin Romance #1397
- I'll Find You Again, 1940
- Immortal Flower - Julho, 1972, Harlequin Romance #1605
- Immortal Morning, 1949
- Into A Golden Land - Agosto, 1971, Harlequin Romance #1520
- It Had to be You, 1940
- It Happened In Paris - November, 1971, Harlequin Romance #1538
- It's Wise To Forget – 1945, Harlequin Romance #507
- June For Enchantment, 1939
- Love in Apron Strings, 1933
- Mirage for Love, 1939
- Music I Heard With You - Janeiro, 1970, Harlequin Romance #1368
- My Heart Has Wings – 1957, Harlequin Romance #483
- Nurse In Training / Come Back, My Dream – 1959, Harlequin Romance #449
- Nurse Tennant – 1959, Harlequin Romance #491
- One Step From Heaven, 1943
- Proud Citadel, 1942, Harlequin Romance #1885
- Roses in the Snow, 1936
- Runaway Bride, 1939
- Sally in the Sunshine, 1937
- Shadow of the Hills, 1938
- Shadows On The Sand - Novembro, 1974, Harlequin Romance #1825
- Silver Maiden, 1951
- Snare The Wild Heart, 1955, Harlequin Romance #992
- So Loved And So Far, 1954, Harlequin Romance #903
- Song for a Stranger, Argosy, UK, 1949
- Stars over Egypt, 1938
- Sword In The Sun, 1946
- Sylvia Sorelle, 1944
- Take Love Easy, 1941
- That Island Summer - Junho, 1973, Harlequin Romance #1695]
- The Angel of the Lord, Argosy, UK, 1949
- The Dark Loch, 1948
- The Door Into The Rose Garden, 1961
- The Enchanted, 1952
- The Vanquished Heart, 1949
- The Web Of Love, 1952
- Though I Bid Farewell, 1948
- To Win A Paradise – 1947, Harlequin Romance #532
- When You Have Found Me – 1951, Harlequin Romance #526
- White Hunter – 1951, Harlequin Romance #577
- Who Loves Believes, 1954, Harlequin Romance #959
- You Belong to me, 1938
- You Can't Live Alone, 1943
- You Can't Lose Yesterday, 1940
- Young Doctor Kirkdene – 1955, Harlequin Romance #472
- You Took My Heart, 1939, Harlequin Romance # 497
- 365 Days (ao lado de Kay BOYLE & Laurence VAIL), 1936

## Traduções em língua portuguesa
- Sob o Luar, volume 105 da Coleção Biblioteca das Moças, da Companhia Editora Nacional, com tradução de Florita do Vale. Apenas uma edição, em 1942[5].